# 第一銀行
株式会社第一銀行（だいいちぎんこう）は、かつて存在した日本の銀行である。統一金融機関コードは、0001（第一勧業銀行を経て、現在はみずほ銀行が承継）。
前身の第一国立銀行（だいいちこくりつぎんこう）は、1873年（明治6年）に渋沢栄一により創設された日本最古の銀行。当時の所在地は現在における東京都中央区日本橋兜町であり、現在はみずほ銀行兜町支店が置かれる。国立銀行という名称であるが、民間資本による民間経営の株式会社であり、国立銀行条例により発券機能等を有していた。国立銀行条例による営業免許期間終了に伴い、1896年に一般銀行に改組し第一銀行となる。1912年に元国立第二十銀行も吸収。1943年、太平洋戦争戦時下の国策により、三井財閥の三井銀行と合併し帝国銀行となるが、戦後の1948年には再度分割し第一銀行として再建。1971年に日本勧業銀行と合併し第一勧業銀行となるまで存続。第一勧業銀行は富士銀行、日本興業銀行と合併し、現在のみずほ銀行に繋がる。
日本最初の株式会社でもあり、渋沢栄一の合本主義の考え方から、東京株式取引所創設時より同市場に上場し株式を公開、戦後も東京証券取引所に上場していた。

## 概説
明治政府は殖産興業政策の遂行、健全な通貨制度の確立のために近代銀行制度の確立を急務と考え国立銀行条例を制定。その最初の模範となる銀行としての第一国立銀行の設立を積極的に勧奨した。銀行創設にあたっては合本主義（株式会社制度）の考え方により、広く民間資金を集める事を志向し、旧幕時代から両替商の重鎮として力があった三井組、小野組の大口出資と協力を得て誕生した。資本金250万円のうち、三井組、小野組が各100万円を拠出した。日本最初の株式会社である。三井組、小野組それぞれから頭取を選任する一方で、その上に経営の最高責任者である総監役を置いた。総監役は政府にあって国立銀行条例の立案にあたり、三井組と小野組を勧奨して設立を準備した渋沢栄一が官を辞して自ら就任した。
本店における創立総会は1873年（明治6年）6月11日、同年7月20日に本店と横浜、大阪、神戸の三支店で営業開始、同年12月には行章として赤い二重星（ダブルスター）を大蔵省に届け出た。開業翌年の1874年（明治7年）11月に、政府の一方的な金融政策の急変により小野組が破綻し、小野組関連貸出等が回収困難となり経営危機を招いたが、小野組保有の株式100万円の資本減少を行い、総監役を廃止し渋沢栄一が単独で頭取となる新体制を敷き危機を回避した。
1884年には李氏朝鮮（後の大韓帝国）と契約して、関税取扱業務を代行し、後に民間銀行でありながら、同国の中央銀行の業務を代行した。1896年に普通銀行の第一銀行に改組。1943年に三井銀行と合併して帝国銀行（通称・帝銀）となる。
1948年に帝銀が分割され、新たに第一銀行が発足したが、金融当局による出店規制に阻まれ中位行のまま推移し、1971年に日本勧業銀行と合併し第一勧業銀行（存続行は日本勧業銀行）となる。2002年（平成14年）、第一勧業銀行・富士銀行・日本興業銀行の分割・合併により、みずほ銀行（存続行は第一勧業銀行）とみずほコーポレート銀行（存続行は富士銀行）となり、2013年（平成25年）7月1日、みずほコーポレート銀行がみずほ銀行を合併して逆に行名をみずほ銀行に改称した。

## 沿革

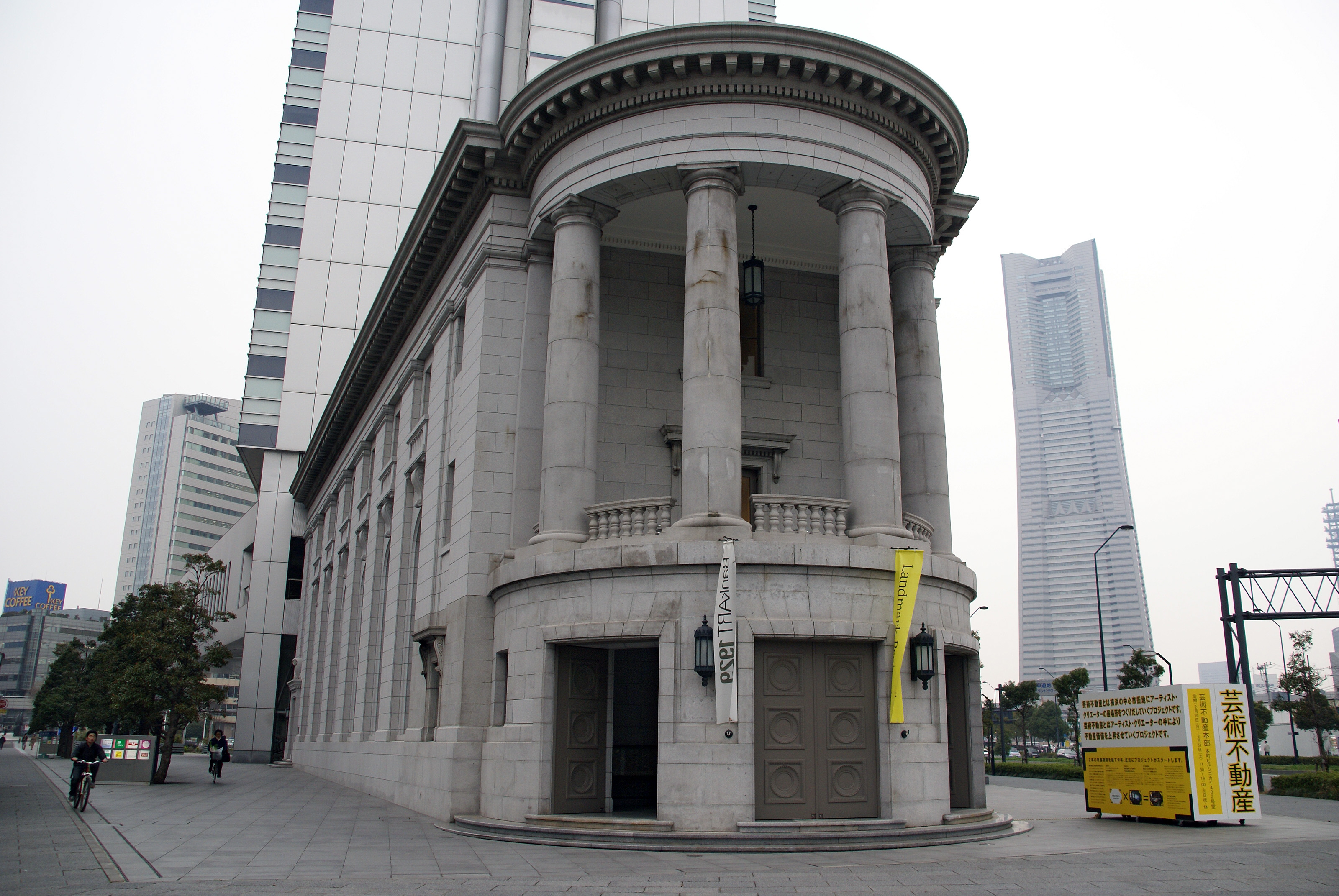
第一銀行横浜支店

- 1873年（明治6年）7月20日 - 株式会社第一国立銀行開業。資本金250万円。横浜、大阪、神戸に支店を開設。8月 - 第一国立銀行券発行開始。

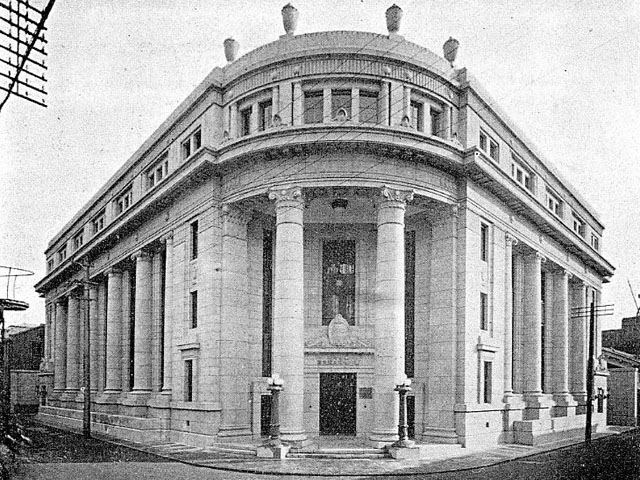
第一銀行大阪支店

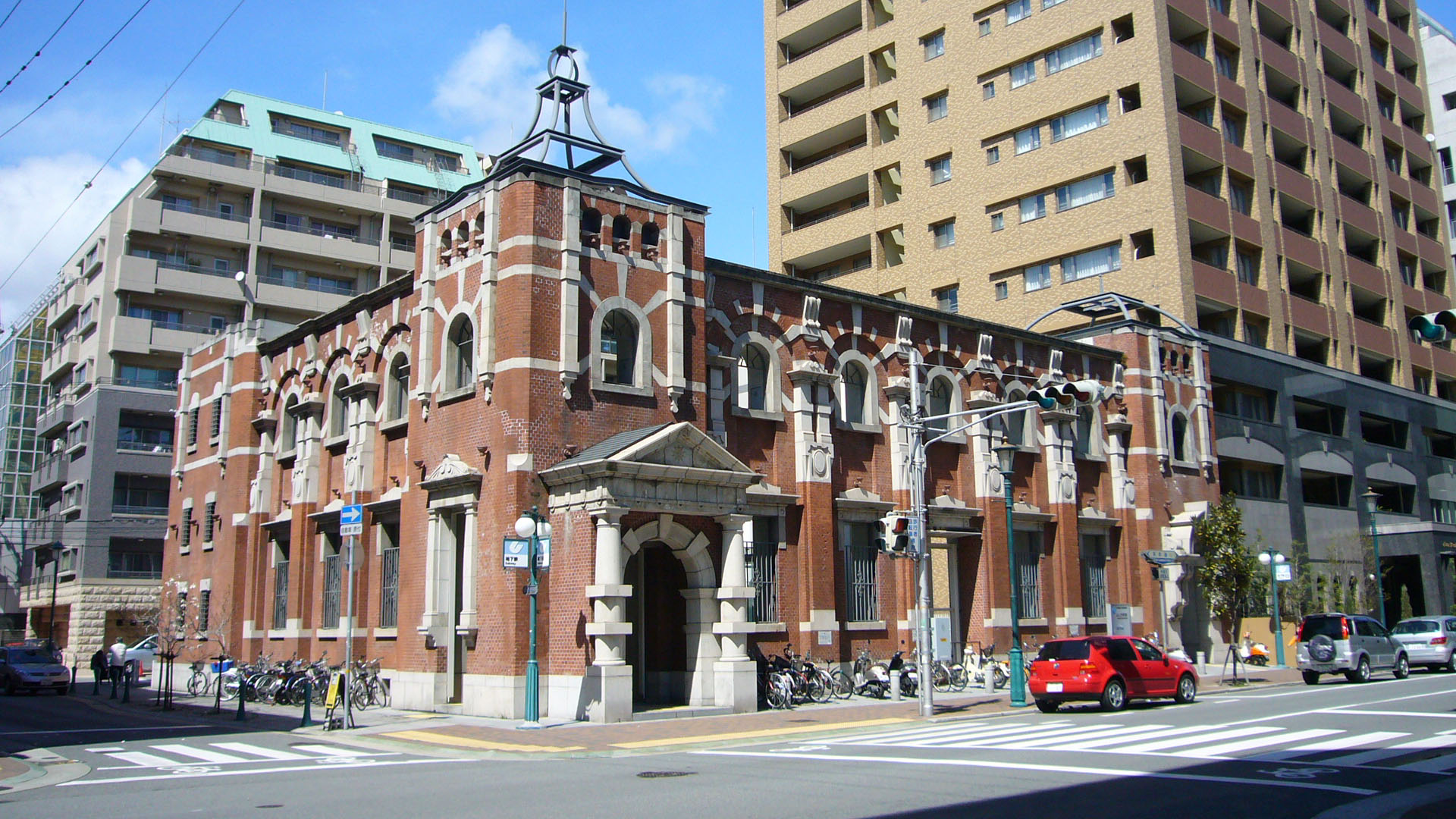
第一銀行神戸支店

- 1874年（明治7年）2月 - 西京（京都）出張所を開設。

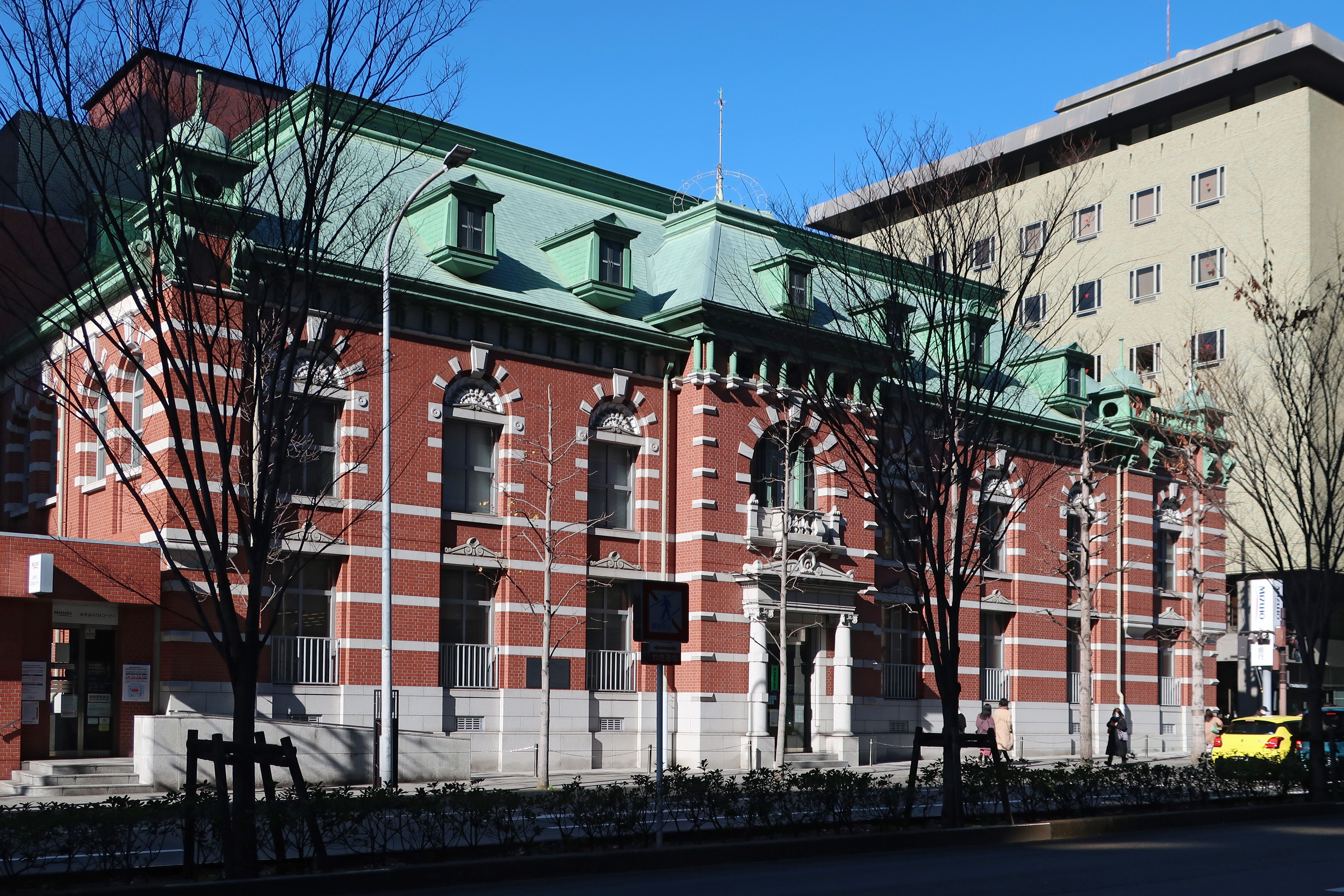
第一銀行京都支店

- 1875年（明治8年）8月 - 小野組の倒産により150万円に減資。総監役渋沢栄一が頭取に就任。
- 1876年（明治9年）12月 - 仙台、石巻に出張所を開設し、米穀荷為替の取扱開始。
- 1877年（明治10年）- 海上保険、荷為替信用状、商業手形割引を開始。
- 1878年（明治11年）- 盛岡支店、釜山支店開設。手形・小切手裏書譲渡制度を開始。
- 1880年（明治13年）- 秋田支店、元山出張所開設。
- 1881年（明治14年）- 福島出張所開設。上海、香港に駐在員派遣。
- 1882年（明治15年）- 伏見出張所開設。
- 1883年（明治16年）- 日本銀行開業により、国立銀行は営業期間を明治9年の開業免許より20年とし、発行紙幣は国立銀行営業満期までに償却する事が定められる。仁川出張所開設。
- 1884年（明治17年） - 李氏朝鮮国政府と契約。釜山、仁川、元山での海関税納付受付事務を開始。新潟支店、四日市支店、酒田、花輪、湯沢、横手、大曲出張所開設。
- 1886年（明治19年）- 津出張所、伏木出張所開設。
- 1887年（明治20年）- 宇都宮支店、金沢支店、高岡、小松、松任、津幡出張所開設。
- 1888年（明治21年）- 京城出張所、名古屋出張所開設。

- 1892年（明治25年）- 役員個人出資により東京貯蓄銀行を設立。石巻支店を第七十七国立銀行に、金沢支店を加州銀行に譲渡。
- 1896年（明治29年） - 9月25日国立銀行条例による営業満期となり満了。9月26日株式会社第一銀行と改称して営業を開始。仙台支店を七十七銀行に、秋田支店を旧秋田銀行に譲渡。
- 1898年（明治31年）- 木浦出張所開設。
- 1899年（明治32年）-　新大坂町（堀留）支店開設。
- 1900年（明治33年）- 長岡出張所開設。
- 1902年（明治35年） - 4月新本店建物竣工。西区（大阪）出張所開設。韓国で第一銀行券を発行する事が認められる。
- 1903年（明治36年）- 鎮南浦、群山出張所開設。
- 1905年（明治38年）-　韓国で中央銀行業務を開始。元山、平壌、大邱、城津、安東県、開城出張所開設。下関支店開設。新潟支店、長岡出張所を長岡六十九銀行に譲渡。
- 1906年（明治39年）- 京城支店を韓国総支店とする。馬山、咸興出張所開設。
- 1907年（明治40年）- 鏡城出張所開設。
- 1908年（明治41年）- 韓国統監伊藤博文より韓国中央銀行設立に関する命令案が内示される。
- 1909年（明治42年）11月 - 韓国銀行（のちの朝鮮銀行）へ韓国中央銀行業務を譲渡。普通銀行業務を行う京城支店、釜山支店を残し、13支店、出張所を廃止。韓国総支店支配人市原盛宏を同行総裁として送り出す。

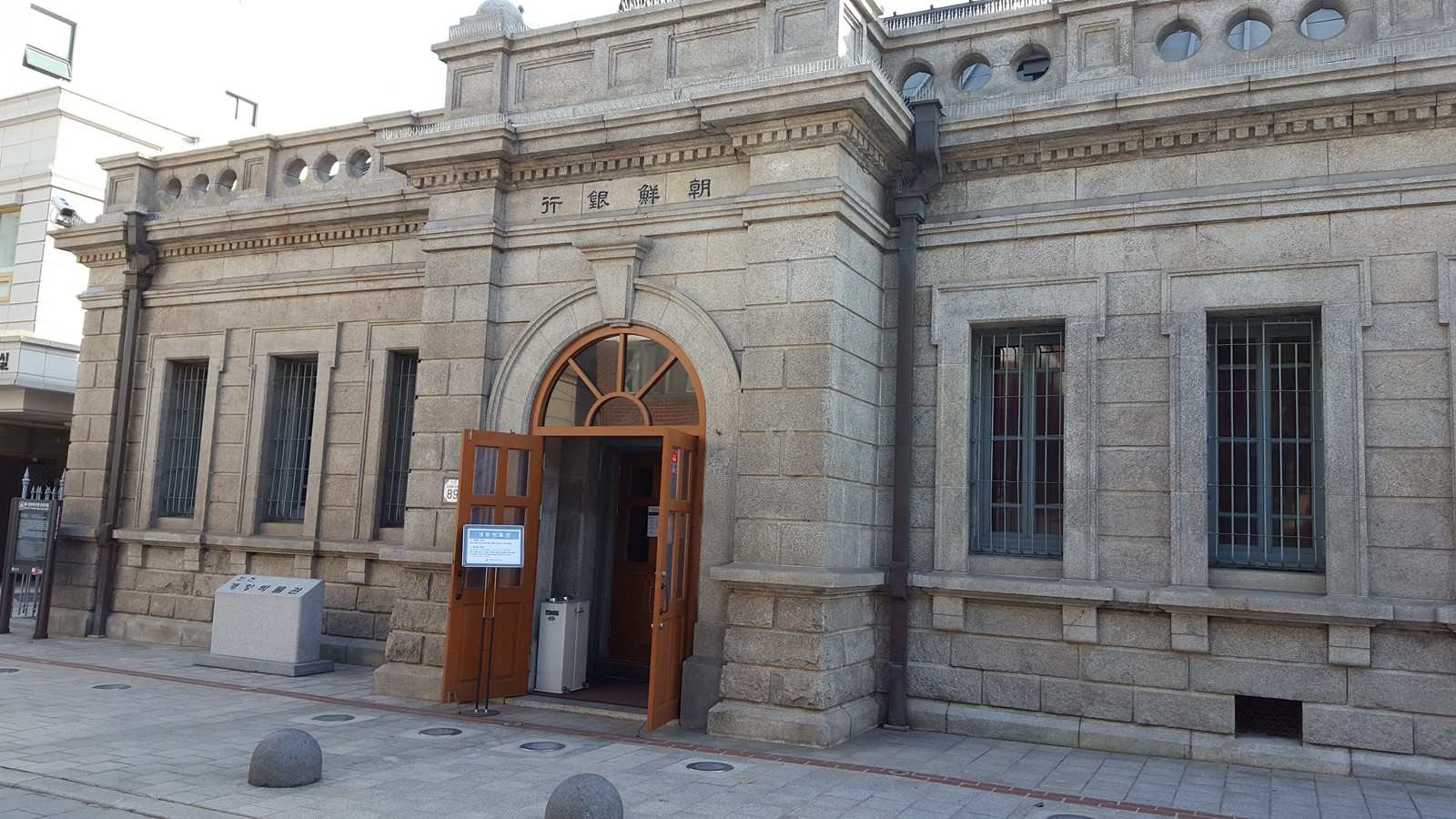
朝鮮の仁川支店。1899年竣工。設計新家孝正。現・仁川開港博物館
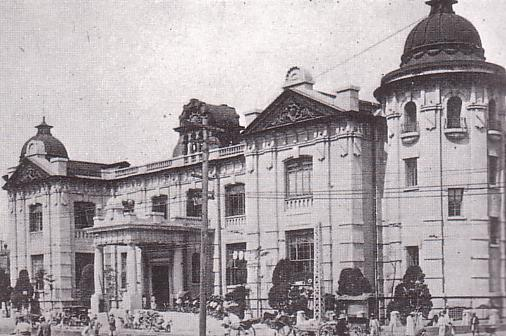
第一銀行韓国総支店として発注された辰野金吾設計の建物は、完成時に朝鮮銀行本店として引き渡された
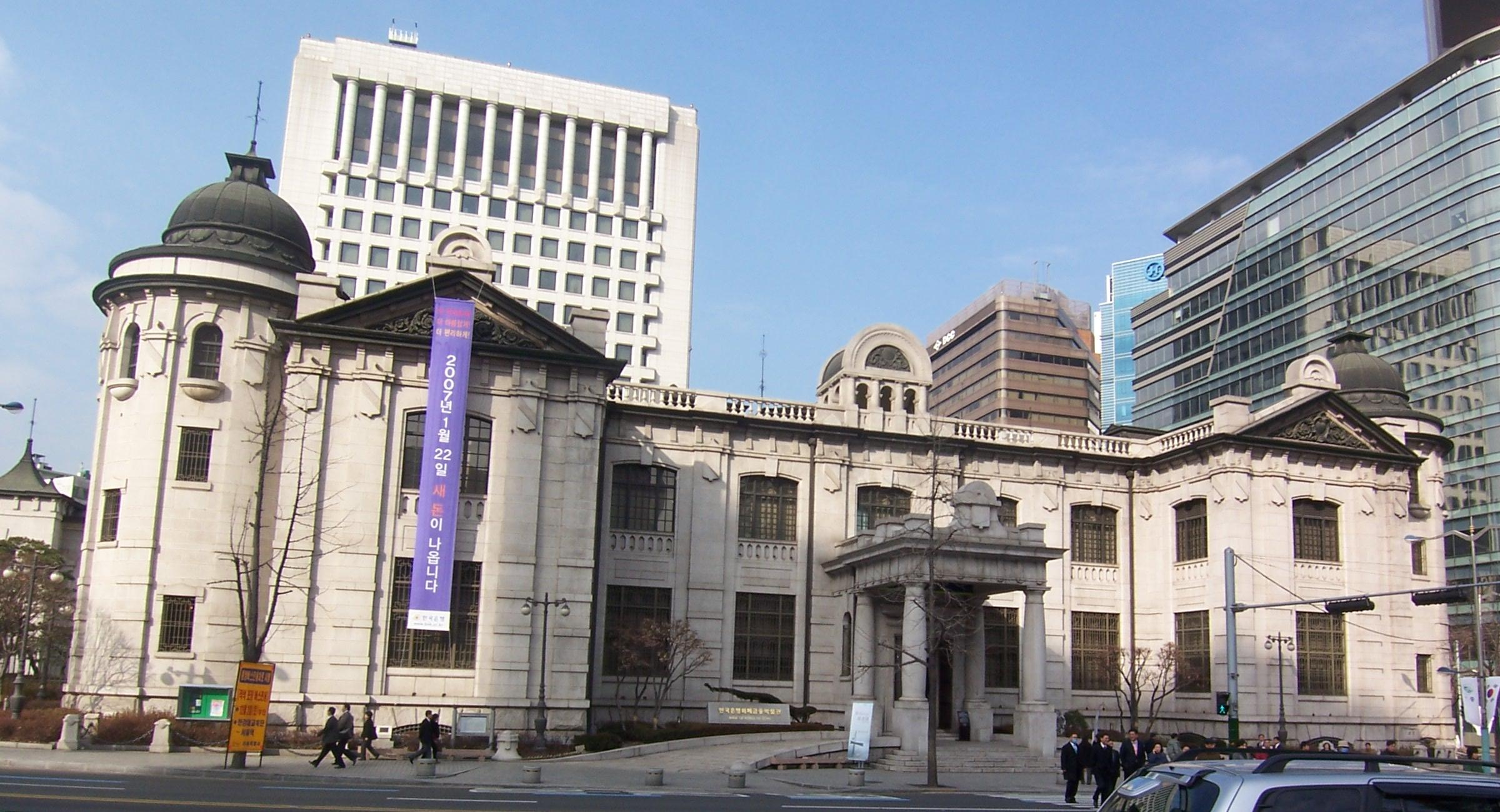
現在は韓国銀行貨幣博物館として使用されている。
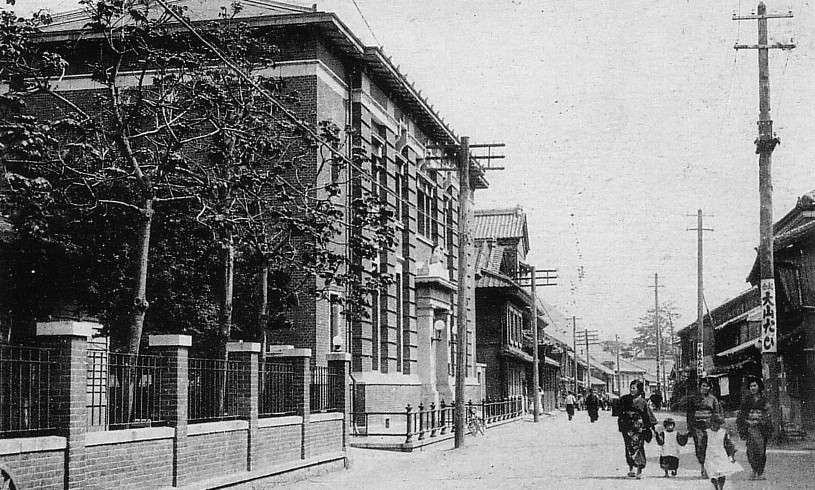
第一銀行釜山支店

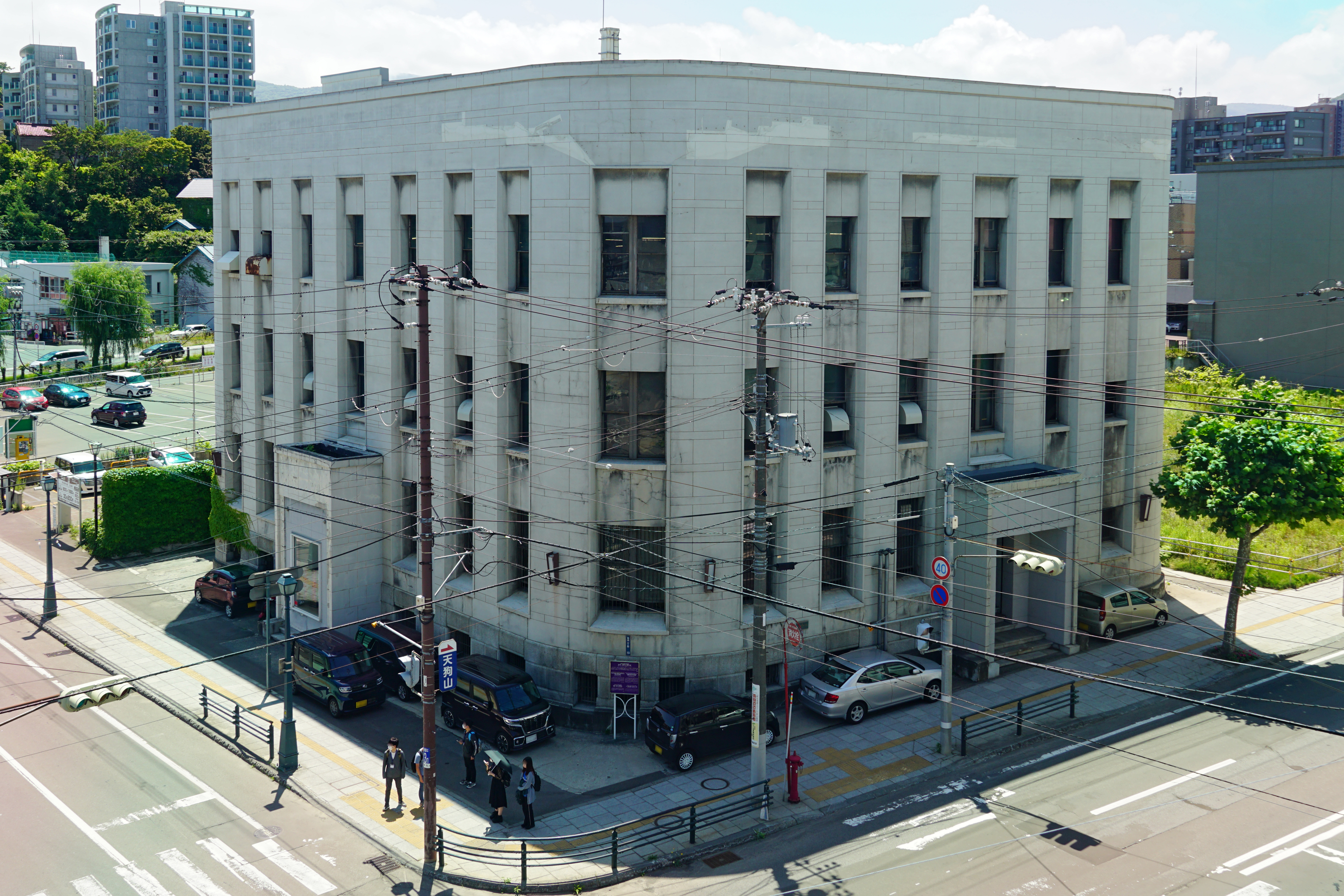
第一銀行小樽支店

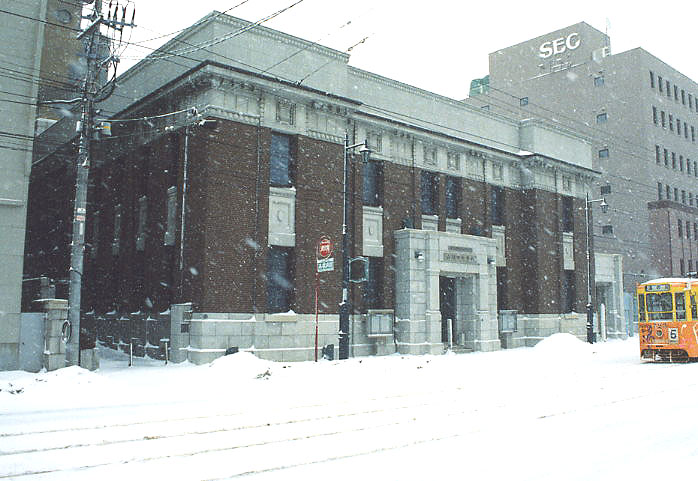
第一銀行函館支店

- 1912年（大正元年）-  南区（大阪）支店開設。9月株式会社二十銀行（旧・国立第二十銀行[6]）を合併、深川、伊勢町（室町）、小樽、函館、釧路、根室各支店を引き継ぐ。
- 1913年（大正2年）- 長府支店、札幌支店開設。
- 1915年（大正4年）- 広島支店、熊本支店開設。

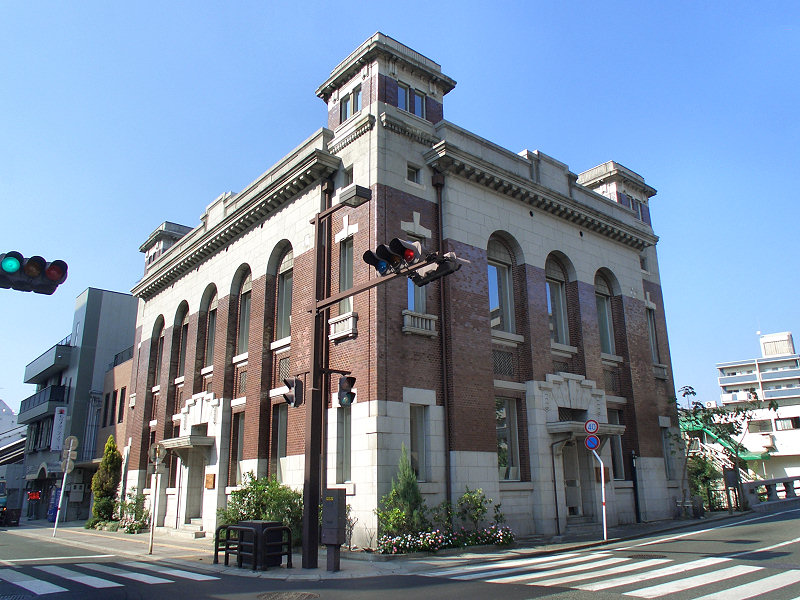
第一銀行熊本支店

- 1916年（大正5年）- 釧路支店、根室支店を北海道拓殖銀行に譲渡。7月渋沢栄一頭取を辞任し相談役となる。佐々木勇之助総支配人が頭取就任。12月京都商工銀行を合併、東洞院、西陣、松原、本町各支店を引き継ぐ。

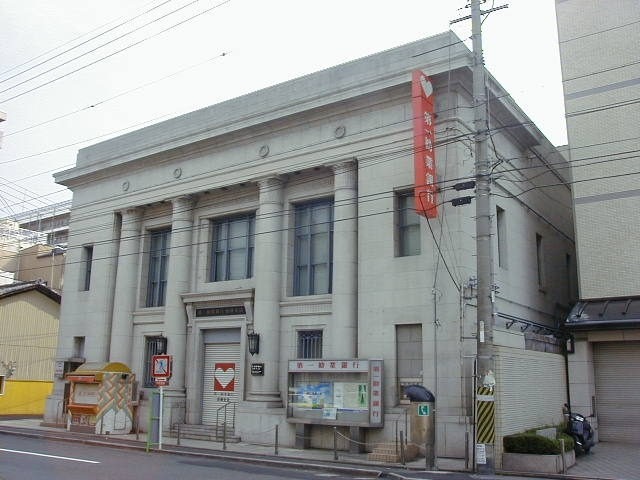
第一銀行西陣支店

- 1917年（大正6年）- 門司支店、丸之内支店開設。古河銀行設立に際し河野正次郎を送る。

- 1918年（大正7年）- 福岡支店開設。
- 1919年（大正8年）- 武州銀行設立に際し監査役尾高次郎を頭取として送り出す。加州銀行に取締役西園寺亀次郎を送り出す。久留米支店開設。

- 1920年（大正9年）- 遠州銀行に監査役竹山純平を送り出す。室蘭支店開設。
- 1922年（大正11年）- 京町出張所開設。
- 1923年（大正12年）-玉屋町支店、京橋支店開設。9月関東大震災被災、本店は古河電工本社建物内に臨時移転し営業継続。
- 1924年（大正13年）- 浅草支店開設。
- 1926年（大正15年）- 豊橋支店開設。
- 1927年（昭和2年）- 日比谷出張所開設。5月 株式会社東海銀行を合併[注釈 1]、呉服町、富沢町、堀江町、本郷、赤坂、本所、銀座、三田、駒込、牛込、麻布、新宿、宇都宮、足利、足利西、栃木、小山、佐野、田沼、桐生、桐生北、館林、上田支店を引き継ぐ。
- 1928年（昭和3年）- 丸太町支店開設。小山、田沼支店を足利銀行に、上田支店を第十九銀行に譲渡。

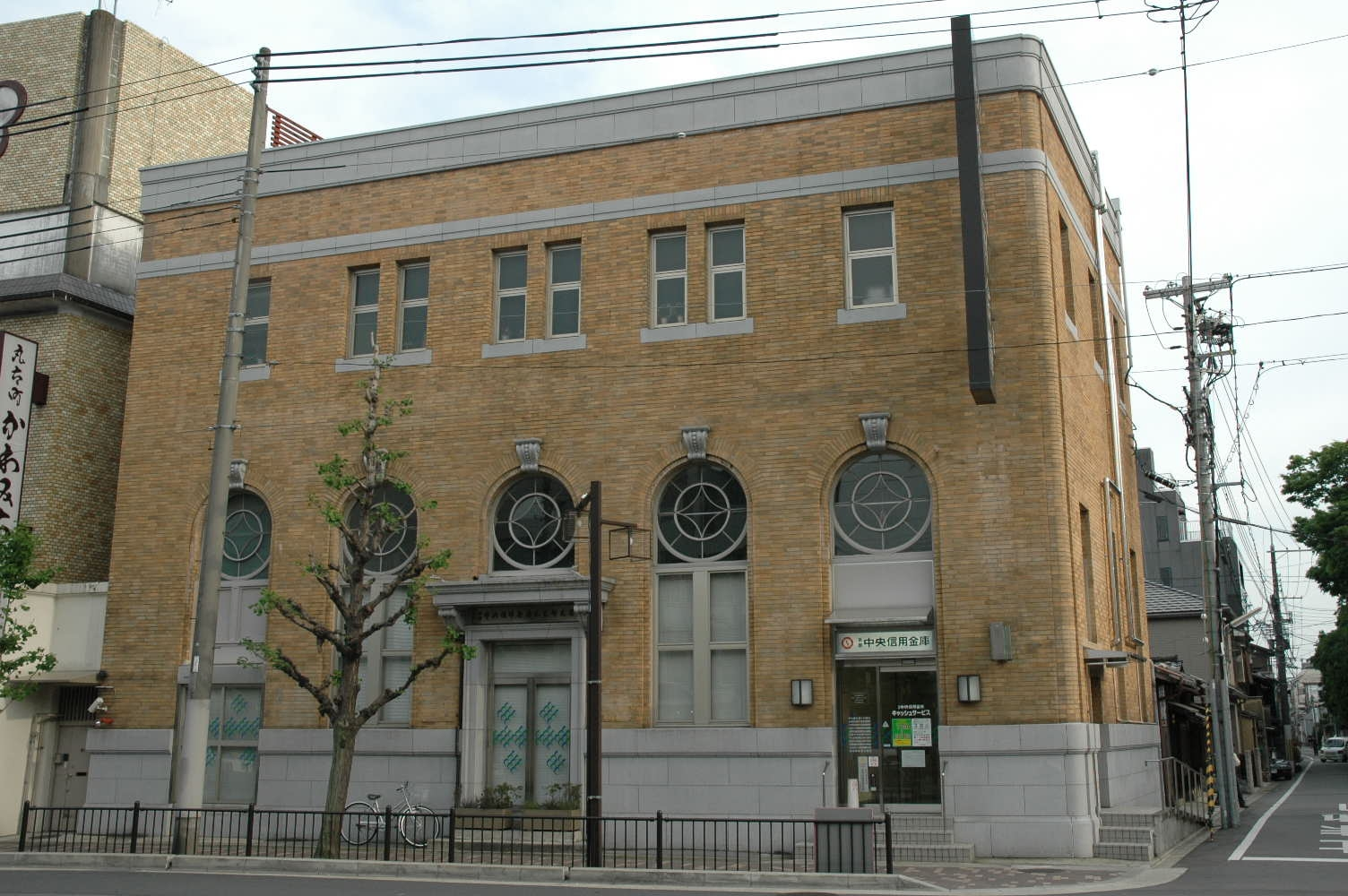
第一銀行丸太町支店

- 1930年（昭和5年）- 神田支店、心斎橋支店開設。11月本店を丸ノ内に移転、兜町支店開設。
- 1931年（昭和6年）- 佐々木勇之助頭取を辞任し相談役となる。石井健吾副頭取が頭取就任。10月 株式会社古河銀行を東京貯蓄銀行、日本昼夜銀行、昭和銀行と共に分割買収[注釈 2]　瀬戸物町、山谷、渋谷、大崎、今橋支店を引き継ぐ。11月相談役渋沢栄一逝去。
- 1940年（昭和15年）4月 - 前年傘下におさめた国際信託株式会社を第一信託株式会社と改称。
- 1943年（昭和18年）4月 - 株式会社三井銀行と合併。株式会社帝国銀行設立。
- 1948年（昭和23年）10月 - 株式会社第一銀行設立。帝国銀行より営業譲渡を受け、開業。
- 1954年（昭和29年）7月 - 株式会社東京銀行より6店舗を譲受[注釈 3]。
- 1962年（昭和37年）12月 - 第一信託銀行株式会社、中央信託銀行株式会社（中央三井信託銀行株式会社を経て、現・三井住友信託銀行株式会社）に信託業務を譲渡し、株式会社朝日銀行と改称。普通銀行（地方銀行）に転換[注釈 4]。
- 1964年（昭和39年）8月 -第一銀行、朝日銀行を合併。
- 1969年（昭和44年）1月 - 株式会社三菱銀行と合併を発表するも、内外に反対が多く白紙撤回。
- 1971年（昭和46年）10月 - 株式会社日本勧業銀行と合併。第一勧業銀行発足（存続会社は日本勧業銀行）。

## 清和園

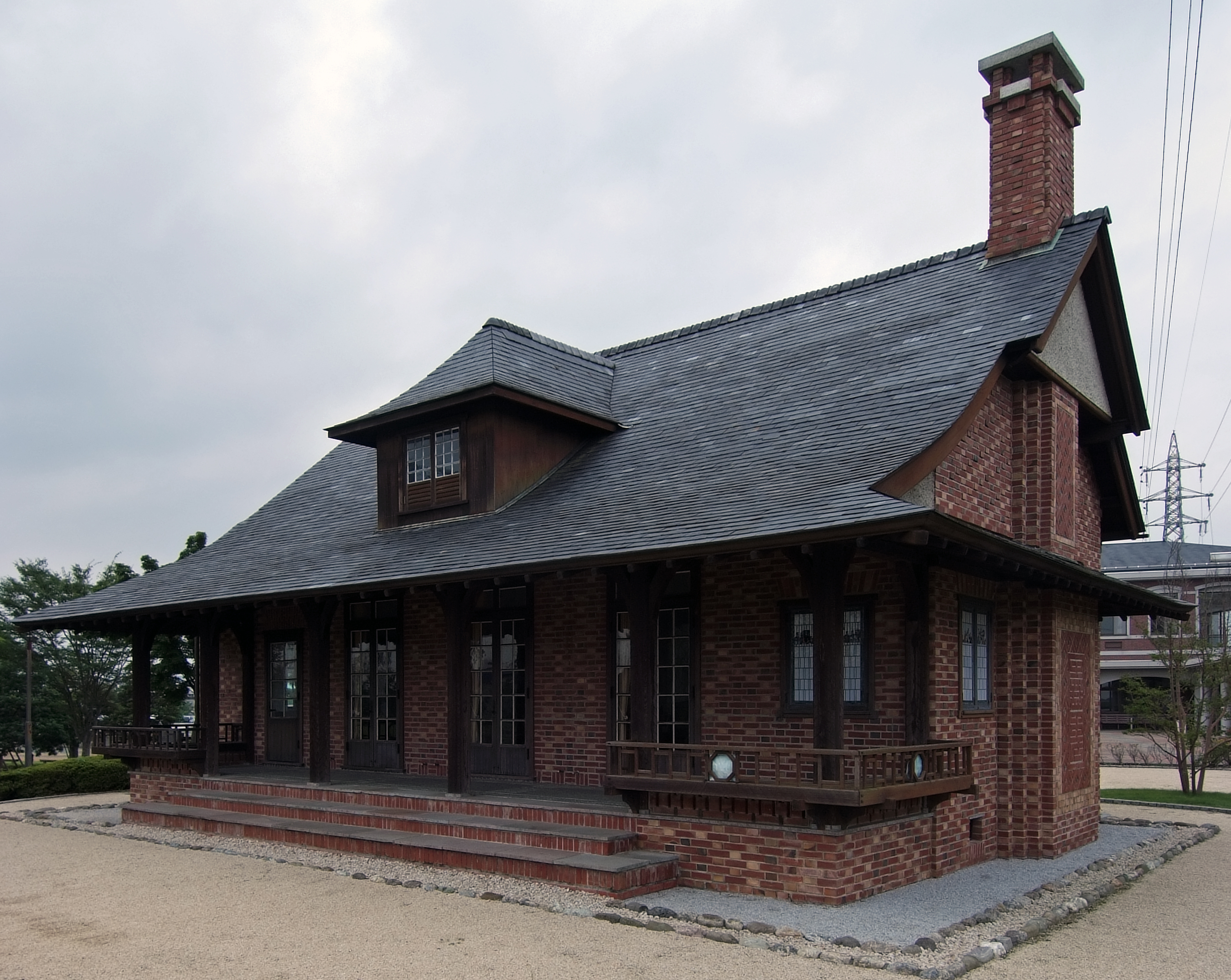
誠之堂

かつて東京都世田谷区に存在した第一銀行の保養・スポーツ施設である。敷地内には、渋沢栄一の喜寿を記念した「誠之堂（1916年竣工）」と第一銀行第2代頭取・佐々木勇之助の古希を記念した「清風亭（1926年竣工）」が並べて建てられていた。その後、1971年（昭和46年）に清和園の敷地の過半が聖マリア学園（セント・メリーズ・インターナショナル・スクール）に売却され、昭和50年代には「誠之堂」は外国人教師の校宅、「清風亭」は集会所として借し出されていた。現在、両施設は渋沢の生地である埼玉県深谷市に移築復元されている。

## 本店建物

### 初代本店（1873年 - ）
設計者は二代目清水喜助。場所は兜町の海運橋東詰。日本初となる銀行建築を清水組（現在の清水建設）が請け負い、二代清水喜助が、外国人の手を借りず、設計施工すべてを自分たちで手掛ける。木骨石造、ベランダ、日本屋根、塔を組み合わせた和洋折衷・擬洋風建築。当初発注者は三井組であり1872年（明治5年）6月の竣工時は海運橋三井組ハウスと呼ばれたが、9月には第一国立銀行が買受けて設立準備から使用を開始。明治8年（1875）10月21日には、この建物を会場にパルミエーリ姉妹によるオペラ・コンサートが開催された。

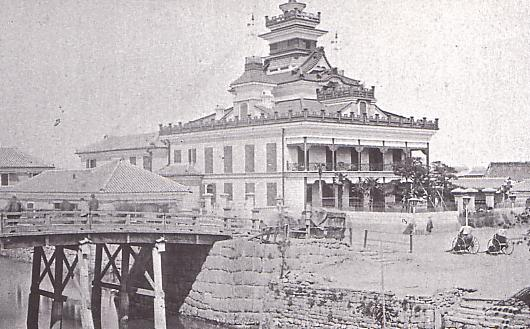
兜町にあった初代本店
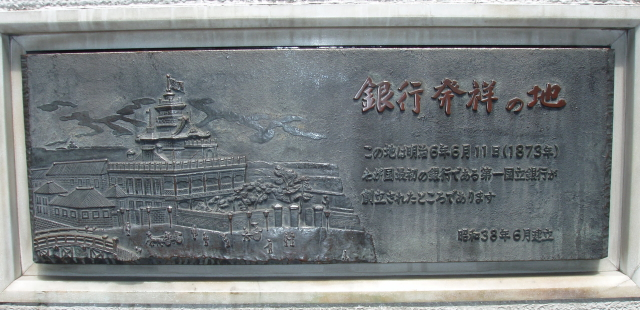
「銀行発祥の地」銘板 みずほ銀行兜町支店のビル壁面にある

### 二代目本店（1902年 - ）
設計者は辰野金吾、施工は清水組。初代建物と同所に建築。外壁は石造ながら鉄棒で補強し、床は耐火構造、シャッター、消火栓等、当時最新の防災設備を備える。関東大震災でも崩壊を免れた。

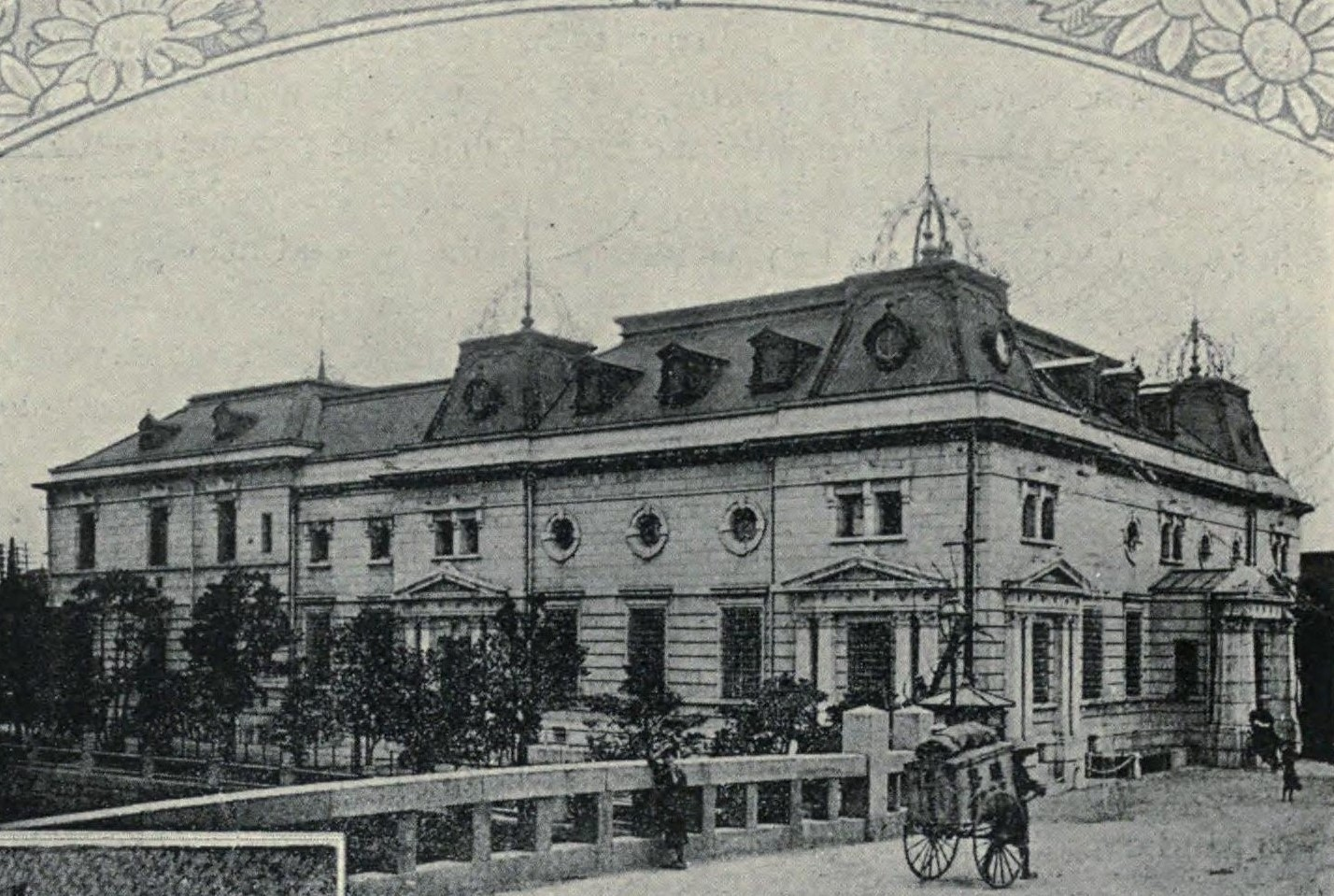
兜町にあった二代目本店
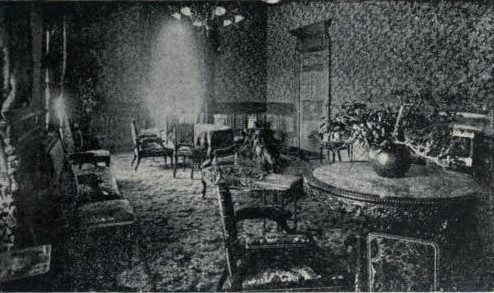
二代目本店内部

### 三代目本店（1930年 - ）
設計者は西村好時、施工は清水組。本店を兜町から丸の内に移転（二代目本店建物は兜町支店として利用）。西村好時は銀行建築のエキスパートとして知られ、清水組を経て第一銀行に移った。ドリス式列柱を活かした歴史主義建築の大作。日本勧業銀行と合併し第一勧業銀行となった後も新銀行の初代本店となった。

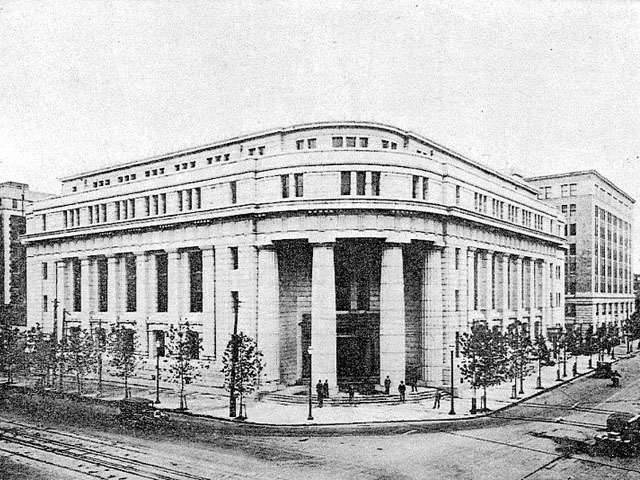
丸の内にあった三代目本店
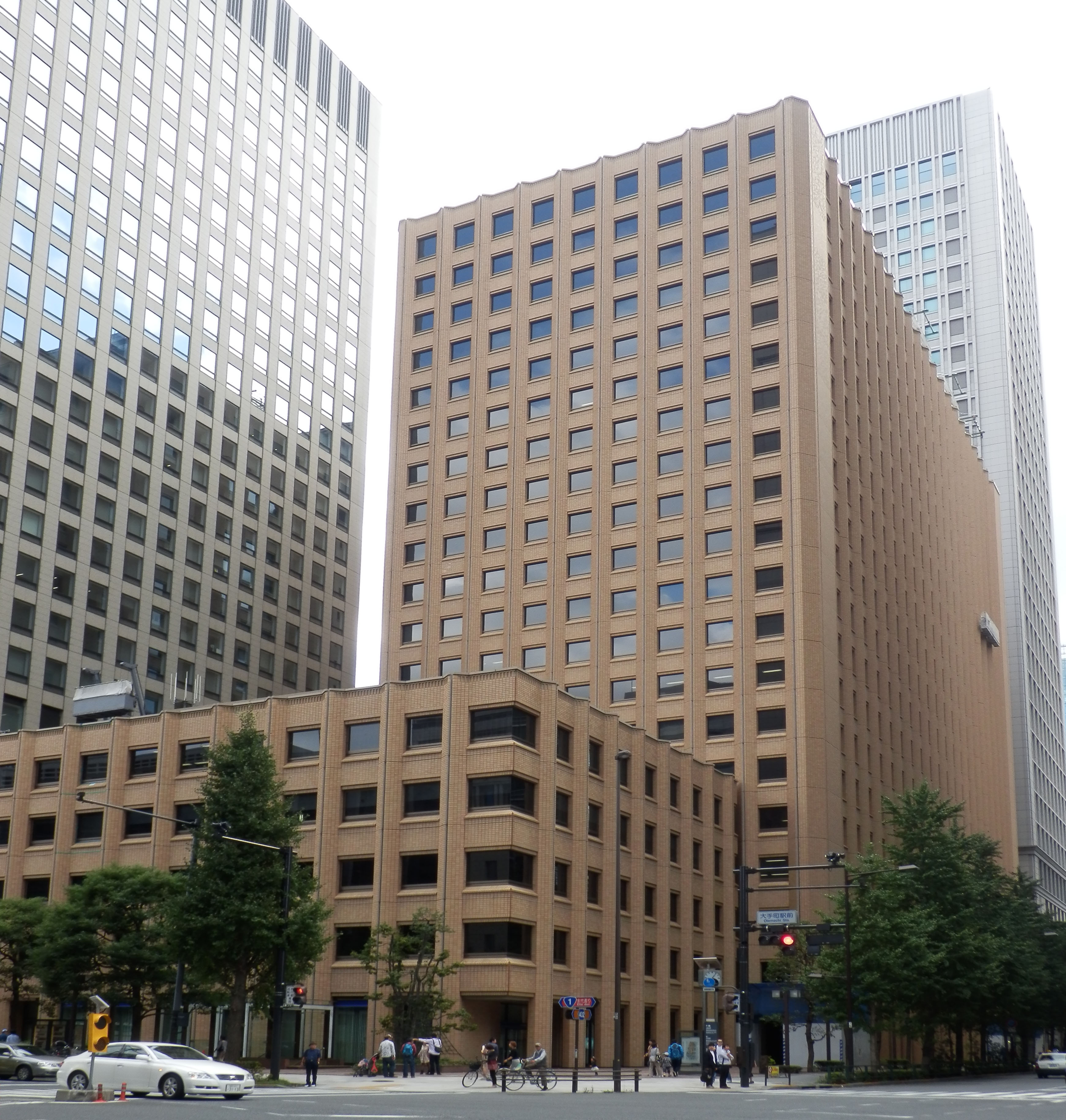
三代目本店跡地に建つ丸の内センタービル

## 歴代総監役・頭取

### 第一国立銀行
- 総監役渋沢栄一・頭取三井八郎右衛門高福・頭取小野善助 1873年（明治6年）6月より
- 総監役渋沢栄一・頭取三井八郎右衛門高福 1874年（明治7年）11月より
- 頭取渋沢栄一 1875年（明治8年）8月より

### 第一銀行
- 渋沢栄一 1896年（明治29年）9月より
- 佐々木勇之助 1916年（大正5年）7月より
- 石井健吾 1931年（昭和6年）1月より
- 明石照男 1935年（昭和10年）10月より　1943年（昭和18年）3月まで

### （再建）第一銀行
- 荻野正孝 1948年（昭和23年）10月より
- 酒井杏之助 1951年（昭和26年）3月より
- 井上薫 1962年（昭和37年）5月より
- 長谷川重三郎 1966年（昭和41年）3月より
- 井上薫 1969年（昭和44年）4月より　1971年（昭和46年）9月まで

## 出身者

### 第一国立銀行
- 熊谷辰太郎 - 1872年入行、第一銀行取締役
- 尾高惇忠 - 1877年入行、富岡製糸場初代場長
- 志賀直温 - 1880年入行、帝国生命保険取締役・志賀直哉の父
- 伊藤松宇 - 1886年入行、俳人、古俳書収集家
- 江南哲夫 - 1888年入行、白虎隊士・書家・実業家
- 尾高次郎 - 1891年入行、武州銀行初代頭取
- 水野錬太郎 - 1892年入行、内務官僚・政治家
- 松瀬青々 - 1895年入行、俳人

### 第一銀行
- 井上徳治郎 - 1897年入行、澁澤倉庫取締役
- 武者錬三 - 1905年入行、朝鮮電気協会副会長、京城電気（現・韓国電力公社）社長
- 白石喜太郎 - 1910年入行、計理士、渋沢栄一秘書
- 渋沢正雄 - 1915年入行、日本製鐵常務取締役兼八幡製鐵所長
- 黒川武雄 - 1917年入行、虎屋15代当主・参議院議員
- 横溝正史 - 1920年入行、小説家・推理作家
- 西酉乙 - 1922年入行、貴族院男爵議員
- 大倉治一 - 1923年入行、元月桂冠代表取締役会長（12代目当主）
- 久保為義 - 1925年入行、映画監督
- 柴田兵一郎 - 1925年入行、貴族院多額納税者議員・衆議院議員
- 渋沢敬三 - 1926年入行、第16代日本銀行総裁、大蔵大臣（幣原内閣）
- 松井如流 - 1929年入行、歌人・書家
- 大倉弘 - 1935年入行、元月桂冠代表取締役会長
- 三宅義夫 - 1940年入行、元立教大学名誉教授

### （再建）第一銀行
- 大倉敬一 - 1952年入行、元月桂冠代表取締役会長（13代目当主）
- 宮崎邦次 - 1952年入行、第一勧業銀行元頭取・元会長
- 中田安彦 - 1953年入行、サンコー創業者
- 藤居寛 - 1953年入行、元帝国ホテル社長
- 三木俊治 - 1954年入行、元徳島市長
- 渡邉妙子 - 1957年入行、公益財団法人佐野美術館理事長
- 瀬谷俊雄 - 1959年入行、元株式会社地域経済活性化支援機構代表取締役社長
- 近藤克彦 - 1960年入行、第一勧業銀行元頭取
- 依田正稔 - 1962年入行、元荏原製作所代表取締役社長
- 清水満昭 - 1963年入行、元清水建設代表取締役会長
- 山家悠紀夫 - 1964年入行、元神戸大学大学院経済学研究科教授
- 工藤正 - 1966年入行、旧みずほ銀行初代頭取
- 酒井邦弥 - 1968年入行、神田外語大学第5代学長

## 今村銀行
1888年（明治21年）に実業家の今村清之助が設立。昭和金融恐慌で経営不振となり第一銀行と合併。